# 제나니 들라미니
제나니 들라미니(Zenani Dlamini, 1959년 2월 4일 ~)는 남아프리카 공화국의 외교관이다.
넬슨 만델라와 위니 마디키젤라만델라의 딸로 태어났다. 워터포드 캄라바 남아프리카 연합 세계 대학과 보스턴 대학교를 다녔다.
보스턴 대학교에서 만난 스와질란드(지금의 에스와티니) 왕자인 툼부무지 들라미니(Thumbumuzi Dlamini)와 1973년 결혼했다. 툼부무지 들라미니는 에스와티니 국왕인 음스와티 3세와 줄루 왕비인 Mantfombi Dlamini의 남자 형제이다. 둘 사이에는 네 명의 자녀가 있고 이후 이혼했다.
2012년에 주 아르헨티나 대사가 되었다. 2017년에는 주 모리셔스 대사를, 2019년부터는 주 대한민국 대사를 맡고 있다.